# Іванов Ігор Миколайович
І́гор Миколайович Іванов (26 червня 1928 , Київ  — 8 серпня 1980 , Київ ) — український радянський архітектор, заслужений архітектор УРСР (1973), член-кореспондент АМ СРСР (1979). Головний архітектор Києва (1974–1980).

## Біографія
Народився 26 липня 1928 у Києві. У 1955 закінчив Київський інженерно-будівельний інститут. Вчився у Йосипа Каракіса.
У 1959–1963 — керував відділом Національного державного інституту експериментального проектування Академії будівництва та архітектури УРСР.
Помер 8 серпня 1980 у Києві.

## Творчість
- Готель «Чорне море» (Одеса, 1972)
- Готель «Київ» (Київ, 1973)
- Готель «Інтурист» (Харків, 1978)
- Медичний інститут (Кишинів, 1976)
- Реконструкція площі Жовтневої революції (1976; у співавторстві)
- Житловий район Оболонь (з 1977; у співавторстві)
- Державний музей історії Великої Вітчизняної війни 1941-45 років (з 1974; у співавторстві)